# Eastman, Québec
Eastman är en kommun i provinsen Québec i Kanada. Den ligger i regionen Estrie, i den sydöstra delen av landet, 260 km öster om huvudstaden Ottawa. Kommunen bildades 2001 genom sammanslagning av bykommunen med samma namn och kommunen Stukely.